# Taekwondo
Il taekwondo (태권도?, 跆拳道?, TaekwondoLR, T'aekwŏndoMR – AFI: [tʰɛ k͈wʌn do]), conosciuto anche come tae kwon do, è un'arte marziale coreana e uno sport da combattimento a contatto pieno, nato fra gli anni 1940 e 1950 (nonché sport nazionale in Corea del Sud), basato principalmente sull'uso di tecniche di calcio. Combina tecniche di combattimento volte alla difesa personale e alla pratica agonistica soprattutto come sport olimpico, ma anche come esercizio e, in alcuni casi, filosofia e meditazione. Nel 1989 è divenuto l'arte marziale più popolare al mondo in termini di praticanti.
Il gyeorugi ([kjʌɾuɡi]), un tipo di sparring praticato nel taekwondo, è un evento olimpico dal 2000.

## Storia
La storia del taekwondo viene ricondotta a due filoni separati, quello delle arti marziali coreane tradizionali e autoctone e quello delle arti marziali giapponesi importate nel XX secolo dopo l'occupazione antecedente alla prima guerra mondiale.
Le radici della disciplina affonderebbero primariamente nella pratica del taekkyeon, un tipo di arte marziale praticato in Corea nei periodi antichi, soprattutto per esigenze di autodifesa e per ritualità sportiva, che si focalizzava sull'uso dei calci e che era molto diffuso sia fra la popolazione sia fra i guerrieri, soprattutto dopo che venne incorporato e ritualizzato dalla casta guerriera degli hwarang. Reperti pittorici risalenti ai secoli passati mostrano tecniche di calcio molto simili a quelle impiegate dal taekwondo al giorno d'oggi.
Nel 1910 il Giappone occupò la Corea vietando la pratica di ogni arte marziale nativa e ogni aspetto dell'identità culturale coreana venne bandito o soppresso, anche se spesso il taekkyeon continuò a essere praticato clandestinamente, a volte mascherandolo come una danza. Durante questo periodo per contro vennero importate e imposte massicciamente le discipline giapponesi. Durante l'occupazione, coreani abili nell'apprendere l'arte del combattimento e in grado di ricevere dei gradi in Giappone, vennero introdotti intensivamente alla pratica delle arti marziali giapponesi. Altri vennero introdotti alle arti marziali nei territori occupati in Cina o in Manciuria (da qui nacque il Soo Bahk Do).
Al termine della seconda guerra mondiale il Giappone, sconfitto, ritira le sue truppe dalla Corea, che torna a essere libera così come la pratica delle arti marziali. Scuole di arti marziali in Corea (kwan) iniziarono ad aprire influenzate da discipline sia native sia esterne. Vi sono differenti punti di vista sulle origini principali delle arti insegnate in queste scuole. Alcuni studiosi ritengono che fossero basate principalmente sulle arti tradizionali coreane, taekkyeon e subak, o che il taekwondo sia derivato da arti marziali coreane native con alcune influenze dalle nazioni vicine. Altri studiosi ritengono tuttavia che le arti insegnate in queste scuole fossero basate quasi interamente sul karate.
I soldati statunitensi giunti nel dopoguerra a presidiare la parte meridionale della penisola, che erano già venuti a contatto con il karate, soprattutto a Okinawa (che era stata trasformata in una base militare americana), definirono gran parte di queste scuole come "karate coreano"; la traduzione in coreano del significato originario della parola karate-do, cioè "via della mano vuota", è Tang Soo Do e veniva utilizzata sia da alcune scuole di arti marziali presenti nella penisola nella prima metà del secolo come nome generico per il combattimento a mani nude sia da maestri successivamente emigrati in occidente per definire la loro disciplina.
Nel 1952, all'apice della guerra di Corea, ci fu un'esibizione di arti marziali in cui i kwan mostrarono le loro abilità. In una di queste dimostrazioni, Nam Tae Hi ruppe tredici mattonelle con un pugno. In seguito, il presidente sud coreano Syngman Rhee diede istruzioni al generale Choi Hong Hi di introdurre la pratica delle arti marziali nell'addestramento dell'esercito coreano. Verso la metà del decennio, cinque kwan erano saliti alla ribalta. Syngman Rhee ordinò che le varie scuole fossero unificate in un singolo sistema. Il nome "taekwondo" fu proposto sia da Choi Hong Hi (dell'Oh Do Kwan) sia da Song Duk Son (del Chung Do Kwan), e venne accettato l'11 aprile 1955 come nome dell'arte marziale unificata coreana. Al giorno d'oggi, i nove kwan sono considerati i fondatori del taekwondo, nonostante non tutti usassero il nome. La Korea Taekwondo Association (KTA) venne formata fra il 1959 e il 1961 per facilitare l'unificazione.
Nei primi anni 1960, il taekwondo fece il suo esordio mondiale con l'assegnazione dei titoli di maestri fondatori del taekwondo a vari Paesi. Tentativi di standardizzazione in Corea del Sud non ebbero molto successo, dato che i kwan continuarono a insegnare stili differenti. Un'altra richiesta dal governo coreano per un'unificazione generale risultò nella formazione dell'Associazione Coreana Tae Soo Do, che cambiò nome in Korea Taekwondo Association nel 1965 dopo un cambio di leadership.
Il 22 marzo 1966 venne fondata da parte del generale Choi Hong Hi la International Taekwondo Federation (ITF), privata e indipendente.
Il 28 maggio 1973, a seguito di insanabili contrasti tra il gen. Choi Hong Hi e il suo vice Kim Un-yong, venne fondata in Corea del Sud la World Taekwondo (WT) presieduta dallo stesso dott. Kim Un-yong. Nel 1990 il maestro Park Jung Tae, dopo aver lavorato per la ITF, fondò la Global Taekwondo Federation (GTF). Quest'ultima non ricevette mai alcun finanziamento dai due governi coreani, cosa che avvenne invece per la WTF e la ITF. Dopo la morte del generale Choi, nel 2002, la ITF si frammentò in tre organismi indipendenti, uno che ereditava l'organico storico con a capo il maestro Tran Trieu Quan, uno con a capo il figlio del generale Choi, Jung Hwa e un altro ancora con a capo Chang Ung, un allenatore di pallacanestro nordcoreano.
Dal 2000, il Taekwondo WTF è diventato uno dei due soli sport da combattimento asiatici (l'altro è il judo) incluso nel programma dei giochi olimpici; divenne un evento dimostrativo già nei giochi del 1988 a Seul, ma venne incluso ufficialmente solo con i giochi del 2000 a Sydney. Nel 2010, il taekwondo fu accettato come sport nei Giochi del Commonwealth.
Al 2009, il governo della Corea del Sud ha pubblicato una stima secondo cui il Taekwondo WT è praticato in 190 paesi, con 70 milioni di praticanti nel mondo.

### Il taekwondo come sport olimpico

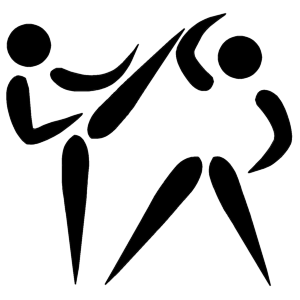
Simbolo del taekwondo (WTF) alle Olimpiadi

L'unica federazione che riuscì a non frammentarsi e ad avere un peso importante sul piano internazionale fu la WT, come dimostrato ai Giochi olimpici del 1988 a Seul, capitale della Corea del Sud, dove il taekwondo della World Taekwondo compare per la prima volta come sport dimostrativo. Il taekwondo WT sarà presente come sport dimostrativo anche all'edizione di Barcellona, nel 1992. A partire dall'edizione di Sydney 2000, il taekwondo WT diventa sport olimpico ufficiale.
Regolamento di gara
Gli atleti sono divisi per sesso, età e categorie di peso (otto nei senior e dieci nelle classi junior e cadetti), indossano la tradizionale divisa (dobok) con cintura, sono muniti di protezioni: casco e corpetto di colore blu e rosso con i sensori elettronici per segnalare i punti acquisiti, più altre protezioni passive (paradenti, paratibie, guantini, ecc). Gli atleti si affrontano su un tappeto di gara ottagonale di 64 m2 all’interno di una area di sicurezza di 12m x 12m. I colpi validi per il punteggio possono essere diretti, usando il piede, solo sul tronco o al volto dell’avversario; usando il pugno il solo bersaglio valido è il tronco. I sensori sulla corazza e sul caschetto valutano forza e precisione dell’impatto e assegnano il rispettivo punteggio: 2 punti per calcio sulla corazza, 3 punti per calcio al caschetto; i giudici assegnano 2 punti aggiuntivi per calci in rotazione e 1 punto per tecniche di pugno sulla corazza.
Il combattimento, della durata di tre riprese di due minuti ciascuna con 60” di intervallo, è diretto da un arbitro centrale coadiuvato da tre giudici d’angolo e dal direttore di campo. Dai punti validi si sottraggono le eventuali penalizzazioni per tecniche proibite (colpire sotto la cintura, colpire il viso col pugno, passività, uscire dall’ottagono ecc.). In caso di pari punteggio alla fine del 3º round, l’incontro prosegue con un extra round di 1 minuto (golden round) durante il quale il primo che mette a segno due punti vince il combattimento. In caso di ulteriore parità la vittoria viene assegnata contando il numero di impatti complessivo o valutando altri aspetti della prestazione. L’incontro di Taekwondo, oltre che con la vittoria ai punti, può concludersi prima del limite per abbandono, squalifica, intervento arbitrale.

## Etimologia

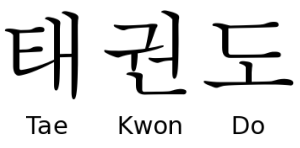
La parola taekwondo scritta in Hangŭl

Nella lingua coreana, il termine taekwondo si compone di tre sillabe: tae ("colpire/spezzare con i piedi"), kwon ("colpire con il pugno") e do ("arte", "disciplina", "metodo", "cammino" o "via"). Così, "taekwondo" può essere grossomodo tradotto con «l'arte dei calci e dei pugni».
Talvolta il nome è trascritto anche nelle forme tae kwon do, TaeKwonDo, taekwon-do o tae-kwon-do, ed è spesso abbreviato in TKD.

## Caratteristiche

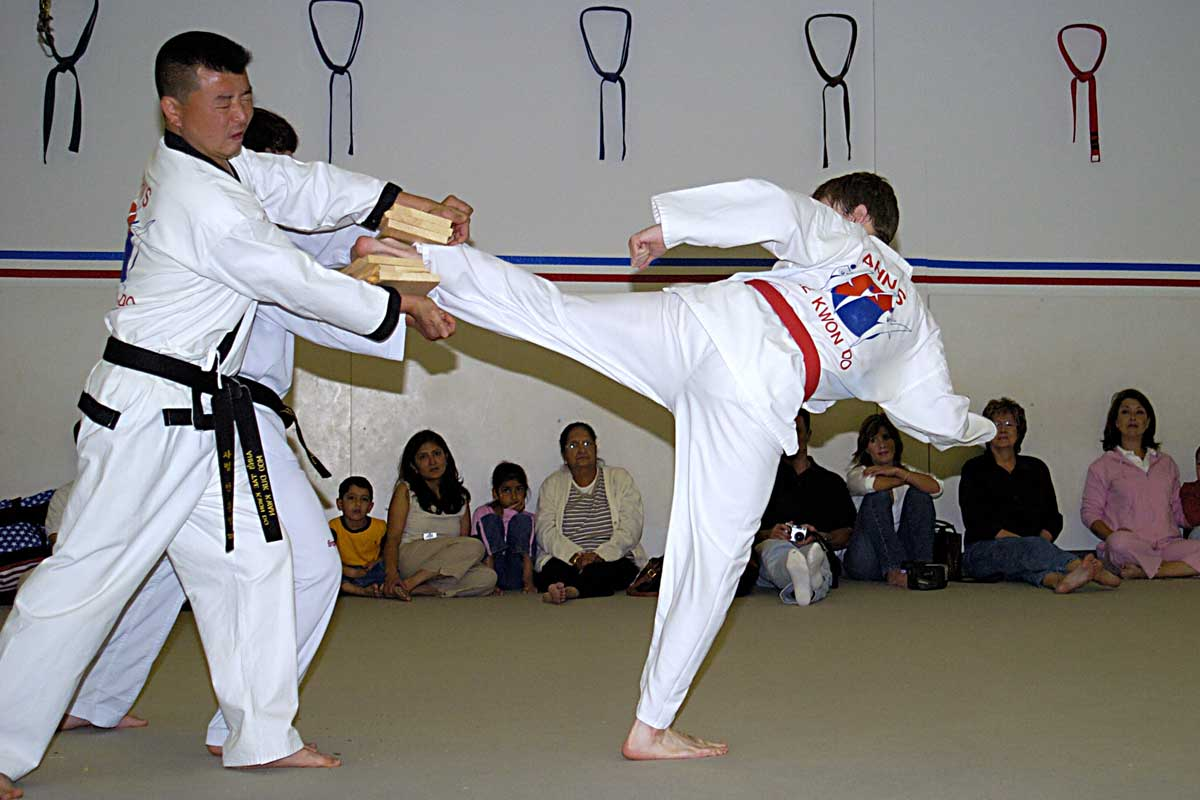
Un praticante di taekwondo esegue un calcio laterale su delle tavole di legno, spezzandole

Esistono due correnti principali nello sviluppo del taekwondo, non necessariamente mutualmente esclusivi:
- Taekwondo tradizionale è il termine che si riferisce tipicamente all'arte marziale così come fu codificata fin dagli anni 1950 nelle Forze Armate della Repubblica di Corea e in varie organizzazioni civili, incluse scuole e università. In particolare, i nomi e il simbolismo delle strutture tradizionali fanno spesso riferimento agli elementi della storia della Corea, della sua cultura e della sua filosofia religiosa. Al giorno d'oggi, il Kukkiwon, il quartier generale mondiale del taekwondo, è il suo centro di diffusione tradizionale, situato in Corea.
- Taekwondo sportivo è il termine utilizzato per descrivere quella branca focalizzatasi maggiormente nella competizione, nel confronto agonistico e nella velocità di esecuzione (come nel combattimento olimpico). Il taekwondo sportivo a sua volta è suddiviso in due stili principali: uno deriva dal kukkiwon, la fonte del sistema di combattimento detto sihap gyeorugi che è ora parte del programma dei giochi olimpici e che è controllato dalla World Taekwondo (WT). L'altro proviene dalla International Taekwon-Do Federation (ITF).

Nonostante vi siano differenze tecniche e dottrinali fra le due correnti e fra le varie organizzazioni, l'arte in generale enfatizza l'uso di calci tirati da una posizione mobile, impiegando la maggiore potenza e raggio d'azione della gamba (rispetto al braccio).
L'allenamento del taekwondo tradizionale generalmente include un sistema di blocchi, calci, pugni e colpi a mani aperte; può includere anche alcune forme di proiezione, spazzata e leva. Alcuni istruttori di taekwondo includono anche lo studio dei punti di pressione, conosciuti come jiapsul, come anche tecniche di difesa personale mutuate con altre arti marziali come l'hapkido e il judo.
Il combattimento sportivo del taekwondo WT è a contatto pieno e si compone in larga misura di calci, con cui è possibile colpire il busto e la testa e di pugni, usati in maniera minore, con cui è possibile colpire solamente il busto.
Il taekwondo contiene anche le forme, chiamate poomsae o taegeuk nel taekwondo WT e tul nel taekwondo ITF , le quali prendono generalmente il nome dagli elementi della natura (acqua, acciaio, vento, fuoco, terra), da concetti filosofici orientali o da avvenimenti della storia coreana.
Negli ultimi anni si sono sviluppate anche le cosiddette forme freestyle, ovvero forme inventate dai singoli atleti e che contemplano calci acrobatici, salti ed evoluzioni mutuate da discipline come il corpo libero della ginnastica artistica.
Esistono anche le dimostrazioni, veri e propri show dove il taekwondo viene mostrato in tutta la sua spettacolarità. In queste esibizioni vengono eseguite acrobazie, rotture di tavolette di legno, calci multipli e coreografie di gruppo.
In Corea esistono vari team specializzati nelle Demo, come ad esempio i K-Tigers o il World Taekwondo Demonstration Team (divenuto noto in Italia per la partecipazione al programma Italia's Got Talent).

### Abbigliamento
La divisa usata nel taekwondo viene chiamata dobok ed è la parola coreana per "divisa". È generalmente di colore bianco, sebbene esistano varianti colorate.
Nel taekwondo WT possono essere di due tipi:
- Classico, con il collo a "V", ovvero con la casacca chiusa con scollatura a V. Il colletto è bianco per le cinture colorate e nero per le cinture nere (dal 1° dan in poi); inoltre può essere rosso-nero per i minori di 18 anni aventi raggiunto il grado di poom.
- Da forme, con la casacca aperta frontalmente (simili al Gi del Karate). I pantaloni sono blu per le donne e neri per gli uomini. Il colore del colletto segue le stesse regole del dobok classico.

Il dobok classico è valido sia per le competizioni di combattimento che per quelle di forme, mentre quello da forme è utilizzabile solo nelle gare di forme (sebbene non sia obbligatorio ma facoltativo).

### Cinture
In una disciplina marziale come il taekwondo sono presenti dei gradi, rappresentati dal colore della cintura che si indossa. Il colore delle cinture è associato a vari significati legati alla crescita dell'allievo nel taekwondo: dalla purezza dell'ingenuità alla cosciente impenetrabilità alla paura.
- Bianca (10º kup): non propriamente considerata come grado, in quanto tutti coloro che iniziano a praticare il taekwondo sono cinture bianche. Rappresenta la base dalla quale partire e la volontà di apprendere.
- Bianca superiore (9º kup): rappresenta l'ingenuità dell'allievo verso quest'arte.
- Gialla (8º kup): rappresenta la terra, dove la pianta (l'allievo) mette le sue radici come un foglio bianco sul quale cominciare a scrivere.
- Gialla superiore (7º kup): grado intermedio tra la cintura gialla e la cintura verde.
- Verde (6º kup): la pianta inizia a germogliare. L'arte comincia a svilupparsi nell'allievo, che ha imparato alcune tecniche.
- Verde superiore (5º kup): grado intermedio tra la cintura verde e la cintura blu.
- Blu (4º kup): la pianta ormai è cresciuta ed è rivolta verso il cielo, ovvero sta crescendo e ogni passo avanti che fa è verso un miglioramento in sé stesso e nell'arte. Il taekwondo, per l'allievo, diventa qualcosa di importante ed egli vi progredisce.
- Blu superiore (3º kup): grado intermedio tra la cintura blu e la cintura rossa.
- Rossa (2º kup): rappresenta il tramonto di una giornata, per l'allievo la fine di un tipo di allenamento. La cintura rossa è anche un segnale di pericolo: le tecniche possono diventare pericolose, è indispensabile l'autocontrollo.
- Rossa superiore (1º kup): grado intermedio tra la cintura rossa e la cintura nera. Generalmente il periodo in cui tale grado viene indossato è più lungo rispetto alle precedenti cinture colorate. Ciò permette la necessaria maturazione mentale e tecnica per poter sostenere l'esame di passaggio alla cintura nera.
- Nera (1º dan e successivi): rappresenta la notte. Per l'allievo inizia un nuovo metodo di allenamento sia fisico sia mentale. Questo grado rappresenta anche l'impenetrabilità alla paura, alle tentazioni e al male. Il colore nero racchiude tutti i colori delle cinture precedenti. Un nuovo punto di inizio. I dan sono 10, ma la difficoltà di ottenere un dan aumenta considerevolmente con l'avanzare del grado. Infatti, mentre fino al 4º dan ci si arriva sostenendo vari esami di passaggio, dal 7º in poi si può arrivare "per meriti conseguiti". L'ultimo dan, estremamente difficile da ottenere, è la fine del lungo tragitto dell'atleta che ora ha compiuto la massima saggezza nel campo del taekwondo.
- Poom (1º - 2º - 3º): è un grado che si ottiene se, pur avendo sostenuto gli esami per conseguire la cintura nera (1º - 2º - 3º dan), non si ha l'età necessaria per indossare il relativo grado. Per il 1º dan è necessario avere 14 anni, 16 anni per il 2º dan e 18 anni per il 3º dan. La soglia minima d'età è istituita in quanto per poter indossare la cintura nera e i successivi gradi è necessaria una maturità mentale e spirituale, oltre che tecnico-fisica. Una volta raggiunta l'età necessaria, il Poom si converte automaticamente al corrispondente dan, diventando così una cintura nera a tutti gli effetti.

| Cintura      | Grado   | Immagine |  | Cintura      | Grado   | Immagine |
| ------------ | ------- | -------- |  | ------------ | ------- | -------- |
| Bianca       | 10º kup |          |  | Blu          | 4º kup  |          |
| Mezza gialla | 9º kup  |          |  | Mezza rossa  | 3º kup  |          |
| Gialla       | 8º kup  |          |  | Rossa        | 2º kup  |          |
| Mezza verde  | 7º kup  |          |  | Mezza nera   | 1º kup  |          |
| Verde        | 6º kup  |          |  | Nera 1º poom | 1º poom |          |
| Mezza blu    | 5º kup  |          |  | Nera 1º dan  | 1º dan  |          |

Viene spesso fatta una netta distinzione tra le cosiddette "cinture colorate", cioè tutte le cinture precedenti alla nera e le "cinture nere", a prescindere dal dan. Ciò è dovuto sia alla differenza di esperienza e maturità acquisita, sia per il diverso modo di conseguire la cintura: dal 1º dan in poi, infatti, non si ottiene più la cintura mediante esami "sociali" (cioè fatti all'interno della propria società), bensì di fronte a una commissione esterna su base regionale (per i primi 3 dan) o nazionale (per i dan dal 4° all'8°).
La successione dei colori delle cinture e relativi significati sono identici nei due stili sia nella WT che nell'ITF. L'unica differenza sta nel tipo di cintura utilizzato nei due stili per i gradi intermedi. Nella ITF i gradi intermedi vengono identificati tramite l'utilizzo di una striscia del colore corrispondente al grado superiore applicata sull'estremità sinistra, rispetto a chi indossa la cintura; la striscia è alta circa 1 cm e ricopre da lato a lato la parte più stretta della cintura a un'altezza di circa 8–10 cm dall'estremità della cintura. Nello stile WTF la cintura dei gradi intermedi è divisa cromaticamente in due campi, per tutta la lunghezza della cintura, uno del colore del grado inferiore e una del colore del grado superiore. Fa eccezione la cintura rosso-nera per la quale si utilizza un sistema identico a quello dell'altro stile per non confonderla con il grado Poom, che invece utilizza il sistema del doppio colore come per gli altri gradi intermedi.
Il sistema dello stile ITF, più tradizionale (e meno commerciale, in quanto non costringe all'acquisto di una cintura nuova dopo ogni esame), viene adottato anche nel taekwondo WTF.
Per quanto riguarda la cintura nera, è possibile applicare apposite tacchette, generalmente bianche o dorate, per indicare il dan raggiunto.
Il numero di tacchette da apporre è uguale al dan del proprio grado (per esempio, un allievo 2º dan, avrà una cintura nera con due tacchette). Per il 1º dan solitamente non si appongono tacchette. Lo stesso sistema è usato per distinguere il grado degli allievi Poom.
I dan totali sono dieci, sebbene il decimo venga dato solo ed esclusivamente per meriti onorari. Ad esempio Papa Francesco è stato insignito della cintura nera 10º dan nel 2017.

## I principi del taekwondo
La filosofia del taekwondo ha come fondamento l'etica, la morale, le norme spirituali attraverso le quali gli uomini possono vivere senza litigare.
Le parole stesse del generale Choi ci aiutano a capire meglio: «Spero sinceramente che attraverso il taekwondo ogni uomo possa acquistare la forza sufficiente per arrivare a essere il guardiano della giustizia, opponendosi ai conflitti sociali e coltivando lo spirito umano al livello più alto possibile. È con questo spirito che mi sono dedicato all'arte del taekwondo per tutti i popoli del mondo».
Il generale Choi stabilì la filosofia e i seguenti principi come le basi del taekwondo e tutti gli studenti seri di quest'arte li dovrebbero osservare e rispettare attraverso il loro cammino sia nell'arte sia nella vita.
I principi sono i seguenti:
Cortesia (Ye Ui): per dimostrare questo principio e per rispettarlo bisogna:
- lo studente deve cercare di mettere in pratica i seguenti elementi di cortesia per costruire un carattere nobile;
- promuovere lo spirito di concessioni reciproche;
- vergognarsi dei propri vizi, rifiutando quelli degli altri;
- comportarsi educatamente;
- incoraggiare il senso di giustizia e umanità;
- riconoscere l'istruttore dallo studente, l'anziano dal giovane;
- rispettare i beni altrui;
- agire con giustizia e con sincerità.

Integrità (Yom Chi): saper dire «sì ho sbagliato», saper quindi ammettere i propri errori:
- bisogna distinguere il corretto dallo sbagliato e avere la consapevolezza, quando qualcosa è sbagliata, di sentirsi colpevoli. Di seguito sono riportati alcuni modi di mancanza di integrità.
- Il maestro che disprezza sé stesso e l'arte, insegnando tecniche sbagliate ai suoi allievi per una mancanza di conoscenza o di volontà.
- L'istruttore che nasconde le sue tecniche sbagliate, con il lusso della palestra e falsi apprezzamenti ai suoi allievi.
- Lo studente che ottiene un grado solo con scopo egocentrico e per sentirsi più potente.
- L'istruttore che insegna e promuove l'arte solo ai fini materiali.
- L'istruttore o lo studente le cui azioni sono diverse dalle sue parole.
- Lo studente che si vergogna di chiedere aiuto ai suoi minori in grado.

Perseveranza (In Nae)
Per raggiungere un obiettivo come può essere un'alta graduazione o il perfezionamento tecnico, bisogna perseverare costantemente. Uno dei più importanti segreti per diventare bravo nel Taekwon-Do è saper affrontare le difficoltà con perseveranza.
Autocontrollo (Guk Gi)
Una persona che perde l'autocontrollo in un combattimento ha un elevato rischio di perdere l'incontro. Bisogna sempre rimanere concentrati e pensare accuratamente prima di agire. Questo va tenuto a mente sia dentro sia fuori dal Dojang. Per strada, ad esempio durante un'aggressione, è indispensabile sapersi difendere mantenendo sempre l'autocontrollo e senza farsi prendere dal panico.
Spirito Indomito (Baekjul Boolgool)
Si manifesta quando una persona affronta un grosso problema utilizzando il suo coraggio e senza rinunciare ai suoi principi. Uno studente di Taekwon-Do deve essere sempre modesto e onesto.
Quindi nel classico ordine i principi sono cortesia, integrità, perseveranza, autocontrollo e spirito indomito.

## Terminologia
| Taekwondo | Comandi di base |
| --- | --- |
| Tae: calcio Kwon: pugno Do: arte Dobok: divisa ufficiale Dojang: luogo in cui ci si dedica all'apprendimento del taekwondo                                                 | Charyót: attenti Kyong-nye [pronuncia: chiong né]: saluto Joon-bi [pronuncia: junbi]: prepararsi (in guardia) Shi-Jak [pronuncia: Scijak]: inizio (del combattimento o della forma) Keuman [pronuncia: cuman]: fine (del combattimento) Barò: ritorno (alla posizione di partenza) Swiyo: riposo Haesan: potete andare |
| Numeri | Vario |
| Hana (pronunciare hanà): uno Dool (pronunciare dul): due Set: tre Net: quattro Dasot: cinque Yosot: sei Ilgop: sette Yodul (pronunciare yodol): otto Ahob: nove Yol: dieci | Jumuk: pugno (prime due nocche) Sonkut: punta delle dita Balkal: taglio del piede Palmok: avambraccio Bacat: esterno An: interno Anuro: verso l'interno Sonkal: taglio della mano Jirugi (con "g" gutturale): si chiamano così tutti gli attacchi che prima di colpire girano Makgi (con "g" gutturale): parata Nopunde: alto Kaunde: medio Najunde: basso Ap: davanti Apkumchi: parte anteriore del piede Yop: laterale Yobap: in linea con la spalla |

## Le forme nel taekwondo
Le forme sono una serie di tecniche di braccia, calci e passi codificati e rappresentano dei combattimenti con avversari immaginari che attaccano da diverse direzioni. L'arte del taekwondo viene svolta su un grande tappeto chiamato tatami e con una tuta chiamata dobok.
Nell'antico oriente vigeva una legge molto simile a quella di Hammurabi: occhio per occhio, dente per dente. Questa legge fu imposta anche quando la morte era accidentale. A causa di essa il combattimento libero non si poté sviluppare e fu proprio allora che l'allievo di arti marziali dovette inventarsi un metodo per provare le sue vere capacità di combattente.
Poiché non poteva combattere con avversari reali cominciò a inventarsene di immaginari, mettendo in ogni movimento tutta la forza e la convinzione possibile.
La forma è infatti concepita come un combattimento immaginario contro uno o più avversari e serve per migliorare le proprie tecniche.
Agli inizi degli anni settanta l'Associazione coreana di taekwondo (KTA - Korean Taekwondo Union) unifica le forme del taekwondo in diciassette poomse, che vengono ulteriormente riconosciuti dalla Federazione mondiale di taekwondo (WT). Attualmente le forme vengono curate, codificate e aggiornate dal Kukkiwon, il quartier generale del taekwondo mondiale.
Con la scissione della federazione internazionale (ITF) le forme sono rimaste pressoché invariate, le differenze fondamentali tra la ITF con a capo il maestro Tran Trieu Quan e la ITF con a capo il legittimo successore del fondatore, il gran maestro Choi Jung Hwa sono da ricercare nella variazione dei primi di alcuni movimenti all'interno delle stesse il che ha creato una visione differente delle suddette forme snaturando ciò che il generale Choi codificò, mentre nel caso della federazione con a capo il figlio del generale sono rimaste integre, senza variazioni di sorta, non avendo la necessità di porre la propria impronta sul lavoro di un illuminato delle arti marziali.

## Il freestyle nel taekwondo
Il freestyle è un'evoluzione delle forme, che combina le azioni tecniche a salti acrobatici.
La traduzione italiana "stile libero" rappresenta l'essenza di questa specialità, che lascia all'atleta la libertà di esprimersi su una base musicale, con tecniche di taekwondo a piacimento, e azioni acrobatiche calciate.
A livello agonistico, è una disciplina giovane, che ha esordito nel mondiale di forme del 2012, tenuto a Tunja, in Colombia.

## Stili del taekwondo

### ITF Taekwondo
Il Taekwondo in stile International Taekwon-Do Federation (ITF), più precisamente noto come Taekwondo in stile Chang Hon, è definito dall'Enciclopedia del Taekwon-Do di Choi Hong-hi pubblicata nel 1983.
Nel 1990, la Global Taekwondo Federation (GTF) si separò dall'ITF a causa delle controversie politiche che circondavano l'ITF; il GTF continua a praticare il Taekwondo in stile ITF, tuttavia, con elementi aggiuntivi incorporati nello stile. Allo stesso modo, lo stesso ITF si è diviso nel 2001 e di nuovo nel 2002 in tre federazioni separate, con sede rispettivamente in Austria, Regno Unito e Spagna.
Il GTF e tutti e tre gli ITF praticano il Taekwondo in stile ITF di Choi. Nel Taekwondo in stile ITF, la parola usata per "forme" è tul; il set specifico di tul utilizzato dall'ITF si chiama Chang Hon. Choi ha definito 24 Chang Hon tul. I nomi e il simbolismo del Chang Hon tul si riferiscono a elementi della storia, cultura e filosofia religiosa coreana.
All'interno della tradizione del taekwondo ITF ci sono due sotto-stili:
Lo stile del taekwondo praticato dall'ITF prima della sua divisione nel 1973 con il KTA è talvolta chiamato dai praticanti dell'ITF "Taekwondo tradizionale", sebbene un termine più accurato sarebbe Taekwondo tradizionale dell'ITF.
Dopo lo scioglimento del 1973, Choi Hong-hi ha continuato a sviluppare e perfezionare lo stile, pubblicando infine il suo lavoro nella sua Encyclopedia of Taekwondo del 1983. Tra i perfezionamenti incorporati in questo nuovo sottostile c'è l '"onda sinusoidale"; uno degli ultimi principi del taekwondo di Choi Hong-hi è che il centro di gravità del corpo dovrebbe essere alzato e abbassato durante un movimento.
Alcune scuole ITF adottano lo stile dell'onda sinusoidale, mentre altre no. Essenzialmente tutte le scuole ITF, tuttavia, usano i modelli (tul) definiti nell'Enciclopedia, con alcune eccezioni relative alle forme Juche e Ko-Dang.

### ATA Taekwondo
Nel 1969, Haeng Ung Lee, un ex istruttore di taekwondo nell'esercito sudcoreano, si trasferì a Omaha, Nebraska e fondò una catena di scuole di arti marziali negli Stati Uniti sotto la bandiera dell'American Taekwondo Association (ATA). Come Jhoon Rhee Taekwondo, ATA Taekwondo ha le sue radici nel taekwondo completo e tradizionale. Lo stile di taekwondo praticato dall'ATA si chiama Songahm Taekwondo, ed è uno stile che si basa sulle tecniche di gambe, sui pugni e sulle ginocchiate.  L'ATA è diventata una delle più grandi catene di scuole di taekwondo negli Stati Uniti.
L'ATA ha istituito spin-off internazionali chiamati Songahm Taekwondo Federation (STF) e World Traditional Taekwondo Union (WTTU) per promuovere la pratica del Songahm Taekwondo a livello internazionale. Nel 2015, tutti gli spin-off sono stati riuniti sotto l'egida di ATA International.

### STF Taekwondo
Durante il periodo pro-termine iniziale nel 1973-1974, la federazione dovette affrontare problemi di integrazione tra i club esistenti. Il 22 novembre 1973, è stato riferito che la Singapore Taekwondo Association di 5.000 membri si è separata dalla federazione dopo una lite sullo svolgimento di un esercizio di valutazione, in cui la STA ha affermato che le credenziali dei praticanti di un altro club non erano state controllate prima del la classificazione è avvenuta, mentre STF ha affermato che tutto era in ordine. Nel 1974, STF si offese perché la STA fu invitata ai primi campionati asiatici di Taekwondo poiché la competizione doveva essere una competizione a livello nazionale. STF non ha inviato alcun partecipante poiché stava ancora riorganizzando le proprie attività e non aveva registrato tutti gli esponenti come richiesto dall'Unità di controllo delle arti marziali.  Il 5 novembre 1974, è stato riferito che la STA avrebbe cercato affiliazioni con la federazione dopo aver appianato i loro punti di contesa.
Il 9 gennaio 1975, è stato riportato nel New Nation che tutti i possessori di cintura nera dovevano essere registrati presso la federazione e far verificare i loro certificati. Nello stesso articolo di notizie, tutti i club di taekwondo dovevano essere registrati presso la federazione come prerequisito per la loro registrazione presso il Controller of Martial Arts.

Nel 1976, STF si è allineata alla World Taekwondo Federation, staccandosi dalla International Taekwon-Do Federation, il cui fondatore, Choi Hong Hi, aveva introdotto le arti marziali a Singapore nel 1961. Nello stesso anno, ha centralizzato la classificazione dei bianchi alla cintura marrone di primo grado ad una Commissione Esaminatrice, mettendo di fatto la pratica del grading condotta dai singoli club, mentre il grading cintura nera verrebbe condotto alla presenza di esponenti coreani arrivati in aereo dalla Corea del Sud.

### Jhoon Rhee Taekwondo
Nel 1962 Jhoon Rhee, dopo essersi laureato al college in Texas, si trasferì e fondò una catena di scuole di arti marziali nell'area di Washington, DC che praticava il Taekwondo tradizionale. Negli anni '70, su sollecitazione di Choi Hong-hi, Rhee adottò il Taekwondo in stile ITF all'interno della sua catena di scuole, ma come il GTF in seguito si allontanò dall'ITF a causa delle controversie politiche che circondavano Choi e l'ITF. Rhee ha continuato a sviluppare il suo stile di taekwondo chiamato Taekwondo in stile Jhoon Rhee, incorporando elementi del Taekwondo sia tradizionale che in stile ITF, nonché elementi originali.
Rhee Taekwon-Do insegna lo stile militare del taekwondo, più vicino all'arte marziale tradizionale che al moderno sport marziale in natura. L'allenamento consiste in esercizi che possono essere classificati come: basi (esercizi di gruppo; simili al kihon nel karate), distruzione (rottura), hyung (modelli o forme), autodifesa e sparring .  Le basi, la distruzione, lo hyung e l'autodifesa sono simili agli esercizi equivalenti in altre scuole di arti marziali tradizionali. Rhee Taekwon-Do insegna il Chang Hon hyung.
Lo sparring assume tre forme: sparring in tre fasi, sparring in una fase e sparring libero. Lo sparring in tre fasi e lo sparring in una fase sono simili agli esercizi equivalenti nelle scuole ITF e WTF, ma lo sparring libero è diverso, avendo più in comune con lo sparring tradizionale del karate . Lo sparring libero di Rhee Taekwon-Do è senza punteggio, senza armatura e di solito "senza contatto" in linea di principio. I membri in genere ottengono lo sparring senza contatto con due metodi, separatamente o in combinazione:
- L'attaccante si ferma consapevolmente appena prima di colpire il compagno di allenamento, mentre continua a eseguire attacchi con piena velocità e potenza. L'attaccante ha la responsabilità primaria del non contatto, in un dato momento durante lo sparring, e questo si verifica tipicamente quando un compagno di allenamento ha più esperienza dell'altro. Questa è normalmente la pratica quando un compagno di allenamento è un principiante.Il difensore evita o blocca attivamente un attacco in arrivo eseguito dal compagno di allenamento.
- Il difensore ha la responsabilità primaria del non contatto, in un dato momento durante lo sparring, e questo si verifica tipicamente con compagni di allenamento di esperienza simile. Questa è normalmente la pratica quando entrambi i compagni di allenamento sono nei ranghi senior.

### Kukkiwon Taekwondo
Nel 1972 la Korea Taekwondo Association (KTA) Central Dojang aprì a Seoul; nel 1973 il nome fu cambiato in Kukkiwon. Con il patrocinio del Ministero della Cultura, dello Sport e del Turismo del governo sudcoreano, il Kukkiwon è diventato la nuova accademia nazionale per il taekwondo, stabilendo così un nuovo stile "unificato" di taekwondo. Nel 1973 la KTA fondò la World Taekwondo Federation (WTF, ora chiamata World Taekwondo, WT) per promuovere il lato sportivo del Kukki-Taekwondo. Il Comitato Olimpico Internazionale ha riconosciuto il WT e il taekwondo sparring nel 1980. Per questo motivo, lo stile di taekwondo definito da Kukkiwon è talvolta indicato comeTaekwondo in stile sportivo, Taekwondo in stile olimpico o Taekwondo in stile WT, ma lo stile stesso è definito dal Kukkiwon, non dal WT, e lo stesso regolamento della competizione WT consente solo l'uso di un numero molto piccolo del numero totale delle tecniche incluse nello stile.

### Altri stili ibridi
Esistono arti marziali ibride che non sono stili di taekwondo ma combinano tecniche di taekwondo con quelle di altre arti marziali. Questi includono:

#### Kyuk Too Ki
Il Kyuk Too Ki è uno stile ibrido nato in Corea del Sud, che unisce le tecniche del Taekwondo con quelle della Muay thai, del Kyokushinkai e del pugilato. 
Nel Kyuk Too Ki gli atleti competono in diverse divisioni, tutte a contatto pieno, ma con attrezzature da gara differenti.
Nelle competizioni gli atleti possono utilizzare tecniche di braccia, di gambe, di ginocchio e di gomito.
Gli atleti che praticano questo stile, spesso si vedono competere in competizioni di kickboxing, K-1 e MMA.
Nel 2020 è nato nel sud america un circuito professionistico dedicato al Korean Kickboxing chiamato Kombat Taekwondo.

#### Kombat Taekwondo
Una versione complessa della World Taekwondo e dell'International Taekwondo, nato in Sud America che combina elementi di tutti gli stili di Taekwondo, unendo le tecniche di gomito, ginocchiate e proiezioni della Muay Thai e del Sanda.
È una disciplina a contatto pieno simile alle Arti Marziali miste dove i combattenti si affrontano con lo scopo di mettere ko l'avversario con tecniche di braccia, di piede o di ginocchio.

#### Kun Gek Do
Detto anche Gwon Gyokdo, combina Taekwondo e muay thai.

#### Han Moo Do
Arte marziale scandinava che combina taekwondo, hapkido e hoi jeon moo sool.

#### Han Mu Do
Arte marziale coreana che combina taekwondo e hapkido.

#### Teukgong Moosool
Arte marziale coreana che combina elementi di taekwondo, hapkido, judo, kyuk too ki e arti marziali cinesi.

#### Yongmudo
Yongmudo, Yongmoodo o Yong Moo Do (coreano: 용무도) è un'arte marziale coreana ibrida moderna che combina diverse tecniche di taekwondo, hapkido, judo e ssireum, nonché boxe e wrestling.
Yongmudo è stato sviluppato presso l'Università di Yong-In ed è stato praticato in questa università come arte di autodifesa dal 1953. Il College di Arti Marziali dell'Università di Yong-In ha annunciato formalmente la creazione di una nuova disciplina, conosciuta come Yongmoodo il 15 ottobre 1998.
Il Club Yongmudo di autodifesa è stato fondato nel 1974 e la Federazione mondiale Yongmudo è stata fondata nel 1999.
Norman Link ritiene che lo yongmudo "sia stato sviluppato in parte perché quando il taekwondo è diventato uno straordinario sport marziale, ha perso la maggior parte degli altri aspetti, come l'autodifesa".
Yongmudo utilizza varie tecniche dinamiche delle arti marziali come Taekwondo, Judo e Ssirum e si basa sull'allenamento fisico, psicologico, spirituale e mentale con la conoscenza scientifica contemporanea. Yongmudo è stato sviluppato con un'enfasi sull'educazione, sull'allenamento e sulla filosofia delle arti marziali. È un sistema pratico di allenamento di autodifesa, che combina la maggior parte delle tecniche pratiche di diverse arti marziali tradizionali coreane e di altre discipline correlate. Le tecniche principali di Yongmoodo, comprese le tecniche offensive e difensive, sono tecniche di lancio, presa e terra del Judo, sbattere e trattenere dal Wrestling , calci, colpi, spinte, pugni e parate da Taekwondo, Kumdo, Kerkki e il bloccaggio articolare di Hapkido.

## Le federazioni e il Comitato Olimpico Internazionale
La World Taekwondo (ex World Taekwondo Federation) è riconosciuta dal Comitato Olimpico Internazionale, nonché da GAISF (General Association of International Sports Federations), ASOIF (Association of Summer Olympic International Federations), CISM (Conseil International du Sport Militaire) e FISU (International University Sports Federation).
Il taekwondo WT è riconosciuto come sport da combattimento ufficiale in tutti gli eventi multisportivi ufficiali (Asian Games, Pan American Games, European Games, African Games, Military Games, Olimpiadi Universitarie e così via). Le altre organizzazioni private (ITF, GTF) non sono riconosciute dagli organismi sportivi Internazionali.

### Nel mondo

#### In Italia
La medesima situazione si riflette in Italia. In Italia la World Taekwondo è rappresentata dalla Federazione Italiana Taekwondo (FITA). La FITA è la federazione riconosciuta dal CONI per la gestione, diffusione, amministrazione del taekwondo in Italia. La FITA inoltre provvede al reclutamento ed allenamento degli atleti per le selezioni alle Olimpiadi. Le altre organizzazioni private italiane (FITAE, ITF-ITALIA, FITSPORT, Choi Jung Hwa Organization, GTI), sono affiliate alle rispettive associazioni internazionali di riferimento.

## Opere sul taekwondo
Film
- I migliori (1989)
- Spin Kick (2010)
- Taekwondo Damashii: Rebirth (2014)

Videogiochi
- Taekwon-Do, videogioco per Super Nintendo prodotto dalla Human Entertainment nel 1994.
- Track & Field II, videogioco per NES prodotto dalla Konami nel 1988, nel quale il taekwondo è presente come una delle discipline olimpiche.

Diversi singoli personaggi di picchiaduro sono basati sul taekwondo, tra cui Juri di Street Fighter, Kim Kaphwan di Fatal Fury, Hwoarang e Baek Doo San di Tekken, Rig di Dead or Alive.